# Kirchlicher Suchdienst
Der Kirchliche Suchdienst mit seinen Heimatortskarteien (HOK) wurde am 1. August 1945 kurz nach Ende des Zweiten Weltkriegs in Europa von Caritas und Diakonie als Hilfsdienst für deutsche Flüchtlinge, Vertriebene, Spätaussiedler und deren Nachkommen gegründet. Am 30. September 2015 – einen Monat nach dem 70. Jahrestag der Gründung – stellte der Suchdienst seine Tätigkeit ein.

## Geschichte
Durch die vom Bundesministerium des Innern 1953 in Auftrag gegebene und vom Kirchlichen Suchdienst durchgeführte „Gesamterhebung zur Klärung des Schicksals der deutschen Bevölkerung“ konnte die 1945 in den Vertreibungsgebieten ansässige deutsche Bevölkerung nahezu lückenlos erfasst werden. Nicht nur das Schicksal von rund 17 Millionen Menschen konnte durch die Gesamterhebung nachvollzogen werden, es wurde auch ein Bevölkerungsregister geschaffen mit namentlicher Erfassung jeder einzelnen Person und ihres Wohnsitzes mit Orts- und Straßenangabe über nahezu ein Viertel des Deutschen Reiches und darüber hinaus großer Gebiete mit hohem deutschen Bevölkerungsanteil. 
In den umfangreichen Unterlagen des Kirchlichen Suchdienstes waren mehr als 20 Millionen Menschen aus den ehemaligen deutschen Ost- und Vertreibungsgebieten namentlich nach ihren ehemaligen Heimatwohnorten registriert. Neben den Personendaten waren auch Informationen zu den Familienstrukturen, zu Angehörigen, zum Wohnsitz vor und nach dem Zweiten Weltkrieg und in vielen Fällen auch Hinweise zum Schicksalsweg vorhanden. Die Unterlagen, die beim  Suchdienst zentral zusammenliefen, wurden regelmäßig aktualisiert, ergänzt und fortgeschrieben. Jährlich erteilte der Kirchliche Suchdienst über 15.000 Auskünfte auf Grundlage dieser Daten.

## Einstellung des Suchdienstes
Am 2. Februar 2015 wurde vermeldet, dass der Suchdienst seine Tätigkeit zum 30. September 2015 beenden werde. Der Grund sei die sinkende Zahl der Anfragen.  Paul Hansel, kommissarischer Geschäftsführer des KSD, erläuterte in einem Interview, dass es vor zehn Jahren noch rund 20.000 Anfragen pro Jahr gegeben habe, die inzwischen auf 6000 bis 8000 gesunken seien. Im Vordergrund stünden auch nicht mehr die Suche nach vermissten Personen, sondern die Klärung von Familienstrukturen. Die gesammelten Daten wurden im August 2016 dem Lastenausgleichsarchiv in Bayreuth übergeben, wo ab dem 1. Januar 2017 wieder Anfragen möglich sein sollen.

## Aufgaben
Zu den Hauptaufgaben gehörte seit Jahrzehnten, Schicksale zu klären und Menschen zusammenzubringen. Der Kirchliche Suchdienst half durch seine Ermittlungen, die durch Flucht und Vertreibung abgerissene Verbindung zwischen den Familien wiederherzustellen. Anhand der Suchdienstunterlagen konnten die Schicksalswege der Vertriebenen nachvollzogen, die aktuellen Anschriften der Betroffenen bzw. deren Angehörigen ermittelt und die Kontakte hergestellt werden. Auch bieten die vorhandenen Unterlagen, die dem Bundesarchiv übergeben wurden, eine fundierte Quelle für Ahnen- und Familienforschung.
Als amtlich anerkannte Auskunftsstelle unterstützte der Suchdienst in behördlichen Angelegenheiten, wie zum Beispiel:
- Bestätigung von Personenstandsdaten – Abstammungsnachweise
- Klärung der Staatsbürgerschaft
- Entschädigungs- und Rentenanträge
- Erstellung von Familienstrukturen
- Beschaffung von Geburts-, Heirats- oder Sterbeurkunden
- Ermittlung von Erben

In vielen personenbezogenen Fragestellungen im Zusammenhang mit den Folgen des Zweiten Weltkrieges nahm der Kirchliche Suchdienst die Aufgaben eines „Einwohnermeldeamtes der ehemaligen deutschen Ost- und Vertreibungsgebiete“ wahr.

## Verfügbare Bestände
Beim Suchdienst befanden sich Unterlagen über die Gebiete:
Oberschlesien, Niederschlesien, Sudetengebiet, Slowakei, Danzig-Westpreußen, Pommern, Ostpreußen, Estland, Lettland, Litauen, UdSSR, Bessarabien, Bulgarien, Dobrudscha, Rumänien, Jugoslawien, Ungarn, Karpatenukraine, Mark Brandenburg, Wartheland
Suchdienstunterlagen sind z. B. Volkszählungsbücher, Gemeinde-Soll-Listen, Adressbücher  von Städten und Landkreisen, Ortsbücher/Gemeindeverzeichnisse, Branchenbücher, Reichsadressbücher, Güterverzeichnisse, Telefonverzeichnisse, Pfarrverzeichnisse, Berufsverzeichnisse, Landkarten und Stadtpläne sowie Fachliteratur 
Über die 1944 beim Postamt Berlin eingerichtete Nachforschungsstelle wurden den Heimatortskarteien 1950 rund 1,3 Millionen Feldpostbriefe und Kriegsgefangenenpost übergeben, die aufgrund der Flucht- und Vertreibungsereignisse nicht mehr zugestellt werden konnten. Über 120.000 dieser Original-Poststücke befanden sich beim Kirchlichen Suchdienst. Auch anhand dieser wichtigen Dokumente konnten Schicksalswege nachvollzogen werden.

## Organisation
Der Suchdienst arbeitete an drei Standorten: Stuttgart, Passau und München. Er stand unter der Trägerschaft von Caritasverband sowie Diakonie und unterliegt der Leitung der Hauptvertretung München des Deutschen Caritasverbandes. Zuwendungsempfänger ist ebenfalls der Deutsche Caritasverband e. V., Freiburg im Breisgau. Dank der institutionellen Förderung durch das Bundesministerium des Innern wurde die Hilfe für Flüchtlinge, Vertriebene und Spätaussiedler sowie deren Nachkommen sichergestellt.